# Паламар Віта Григорівна
Віта Григорівна Паламар (нар. 12 жовтня 1977) — українська легкоатлетка, яка виступала в змаганнях з стрибків у висоту, бронзова призерка чемпіонату світу з легкої атлетики в приміщенні 2008 року

## Спортивна кар'єра
На чемпіонаті світу з легкої атлетики в приміщенні 2008 року виграла бронзову медаль в змаганнях з стрибків у висоту з результатом 2,01 м, що стало національним рекордом України. Золото у хорватки Бланки Влашич (2,03 м), срібло у росіянки Олени Слесаренко (2,01 м, але за меншу кількість спроб).